# اسپراکستون، یورک‌شر شمالی
اسپراکستون (به انگلیسی: Sproxton) یک روستا و محله مدنی در بریتانیا است که در Ryedale واقع شده‌است. اسپراکستون ۲۱۹ نفر جمعیت دارد.